# Letiště v Praze

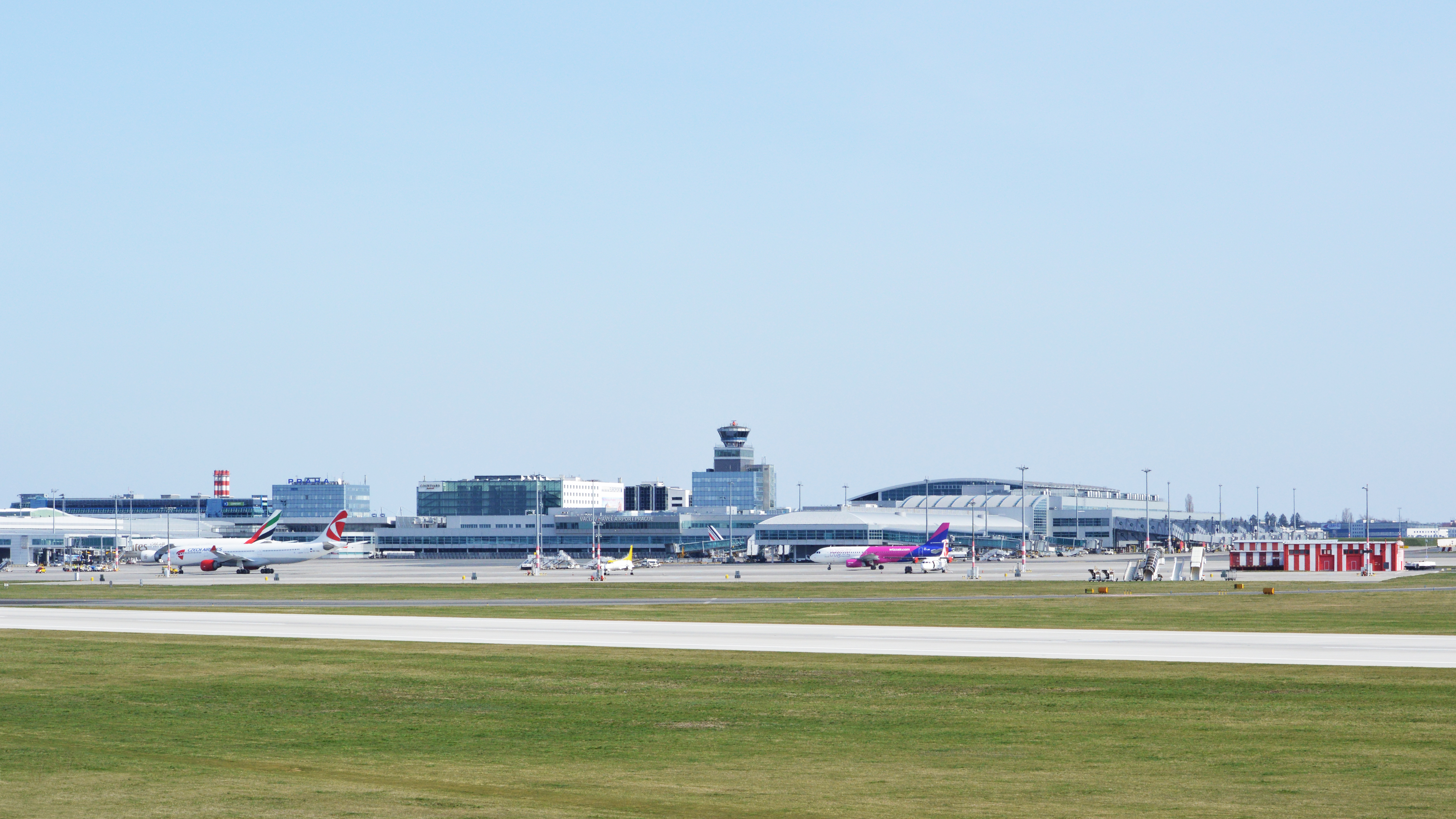
Největší letiště v Praze – Letiště Václava Havla, 2016

Na území Prahy se nachází celkem čtyři letiště, z toho jedno je veřejné mezinárodní – Letiště Václava Havla. Letiště Praha–Kbely je vojenské a má pevnou ranvej, další letiště Letňany a Točná mají ranveje travnaté. V roce 2019 bylo na letišti Václava Havla odbaveno přes 17 milionů cestujících, tedy nejvíce za celou dobu svého provozu. V Praze je dlouhodobě odbaveno přes 90 % leteckých cestujících na území České republiky.

## Historie

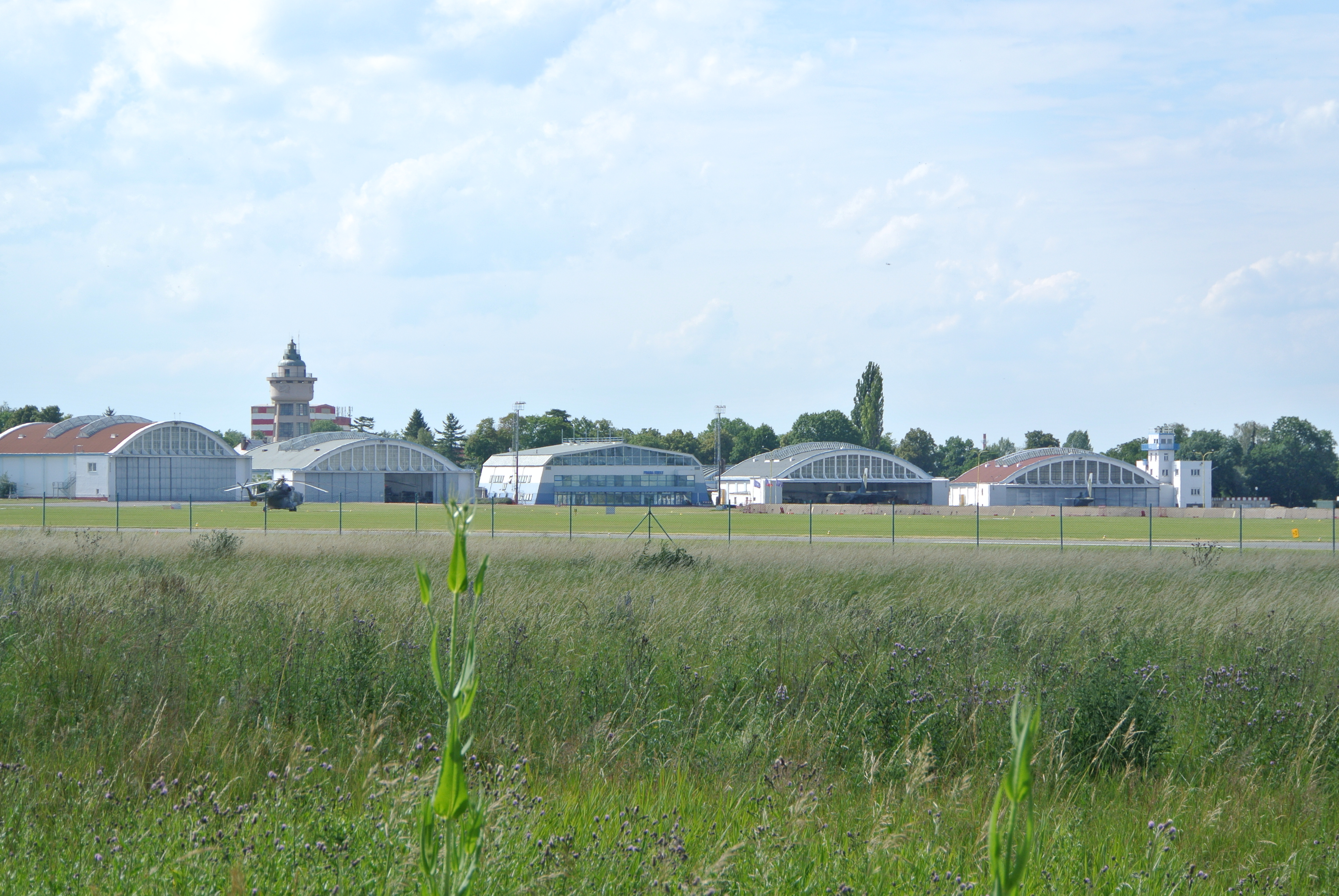
Letiště Kbely v roce 2014

První pražské letiště vzniklo ve Kbelích v roce 1918 – Letiště Praha-Kbely. Po letišti v Chebu to bylo druhé letiště na českém území. 
Další pražské letiště bylo postaveno poblíž letiště ve Kbelích v roce 1923 v Letňanech, kam se přesunul výrobce letadel Letov. Postupně se sem začali přesouvat i další výrobci (Aero, Praga, Avia). 
V roce 1937 bylo slavnostně otevřeno letiště Praha Ruzyně (dnes Václava Havla), které převzalo veškerou civilní leteckou dopravu z kbelského letiště, které bylo dále užíváno pouze vojenským letectvem, od roku 1975 také Výzkumným a zkušebním leteckým ústavem. V té době byl pro veškerý provoz používán dnešní terminál 4 (Terminál - Jih). Provoz zde se značně rozrůstal až do roku 1939, kdy bylo letiště obsazeno německou armádou. Po dobu války zde měla základnu německá Luftwaffe, která zde prováděla především výcviky nových letců. Po konci války opět letiště přešlo na civilní provoz. Ten se opět začal rozrůstat a v roce 1960 vláda rozhodla o výstavbě nového terminálu především z kapacitních důvodů.   
Nový terminál byl slavnostně otevřen v r. 1968 a dostal název Terminál - sever (dnešní terminál 1). Zanedlouho poté však bylo letiště znovu obsazeno, tentokrát sovětskými vojsky, která sem přivážela letecky vojenskou techniku. Znovu tedy nastal útlum v civilní letecké dopravě. Významnější změny se letiště dočkalo v r. 1986, kdy byl zrekonstruován starý terminál z r. 1937, který dnes slouží pro státně důležité lety a nese název Terminál 4. V roce 1989 nastal opět rozvoj letecké civilní letecké dopravy. Bylo rozhodnuto o výstavbě nové odbavovací haly, která byla slavnostně otevřena v r. 1997. Jednalo se o dnešní odletovou halu terminálu 1, s kapacitou 4,8 mil. lidí ročně. Ve stejném roce byl zprovozněn i terminál 3, který dnes slouží pro odbavování soukromých letů a nachází se v jižní části letiště. Kapacita však zanedlouho opět nestačila, a tak byl v r. 2005 zprovozněn zcela nový terminál 2, který je s terminálem 1 propojen. Letiště tak mohlo rozdělit svůj provoz na lety do Schengenského prostoru (T2) a mimo něj (T1).  
Letiště Točná vzniklo v roce 1946, díky Českému národnímu aeroklubu, který si zde postavil výcvikové plachtařské středisko, o rok později byl zahájen i provoz motorových letadel.

## Budoucnost
Letiště Praha má připravený plán rozvoje. Především jde o stavbu zcela nových odbavovacích hal, parkovacích domů, zastávek MHD a vlakového spojení. Celkově by se mělo jednat o kompletní přestavbu prostoru před letištními terminály 1 a 2. Mimo to má letiště v plánu výstavbu Paralelní dráhy 06R/24L a s tím spojené stavby pojezdových drah a stojánek pro letadla. Projekt s sebou nese i plány na přestavbu některých pozemních komunikací, vedoucí kolem letiště. Poblíž Prahy se plánuje také rozšíření letiště Vodochody na mezinárodní, mělo by sloužit hlavně pro nízkonákladové letecké společnosti a odbavit přibližně 3,5 milionu cestujících ročně. Se stavbou se má začít nejdříve v roce 2017, původně mělo začít fungovat již v roce 2016. Stále se nezačalo stavět (2021) 